# Cygwin/X
Cygwin/X 是运行在Microsoft Windows上的X Window System实现。它是自由软件。
Cygwin/X 是Cygwin计划的一部分，可以用Cygwin的标准安装程序进行安装。
Cygwin/X 原先使用 XFree86，但现在使用 X.Org 服务器，因为担心XFree86的新许可证同Cygwin所使用的GPL不兼容。
最近的发行版本添加了对"无根窗口"操作的支持，此时X的根窗口不会显示，X应用看起来像成熟的顶层应用程序运行在Windows桌面上。在引入这个功能以前，所有的X窗口被限制在一个独立的容器窗口之中（风格类似于MDI子窗口）。